# دايفيد إليس
دايفيد إليس (بالإنجليزية: David R. Ellis)‏ (و. 1952 – 2013 م) هو ممثل، ومخرج سينمائي، من الولايات المتحدة الأمريكية، ولد في سانتا مونيكا، كاليفورنيا، توفي في جوهانسبرغ، عن عمر يناهز 61 عاماً.

## وصلات خارجية
- دايفيد إليس على موقع IMDb (الإنجليزية)
- دايفيد إليس على موقع روتن توميتوز (الإنجليزية)
- دايفيد إليس على موقع ألو سيني (الفرنسية)
- دايفيد إليس على موقع أول موفي (الإنجليزية)
- دايفيد إليس على موقع بوكس أوفيس موجو (الإنجليزية)
- دايفيد إليس على موقع قاعدة بيانات الأفلام السويدية (السويدية)
- دايفيد إليس على موقع قاعدة بيانات الفيلم (الإنجليزية)
- دايفيد إليس على موقع كينوبويسك (الروسية)